# Vitfläckigt ängsfly
Vitfläckigt ängsfly, Crypsedra gemmea är en fjärilsart som beskrevs av Georg Friedrich Treitschke 1825. Enligt Artfakta ingår vitfläckigt ängsfly i släktet Crypsedra men enligt Catalogue of Life är tillhörigheten istället släktet Polymixis. Enligt båda källorna tillhör arten familjen nattflyn, Noctuidae. Arten  har livskraftiga, LC, populationer i både Sverige och Finland. Inga underarter finns listade i Catalogue of Life.

## Bildgalleri

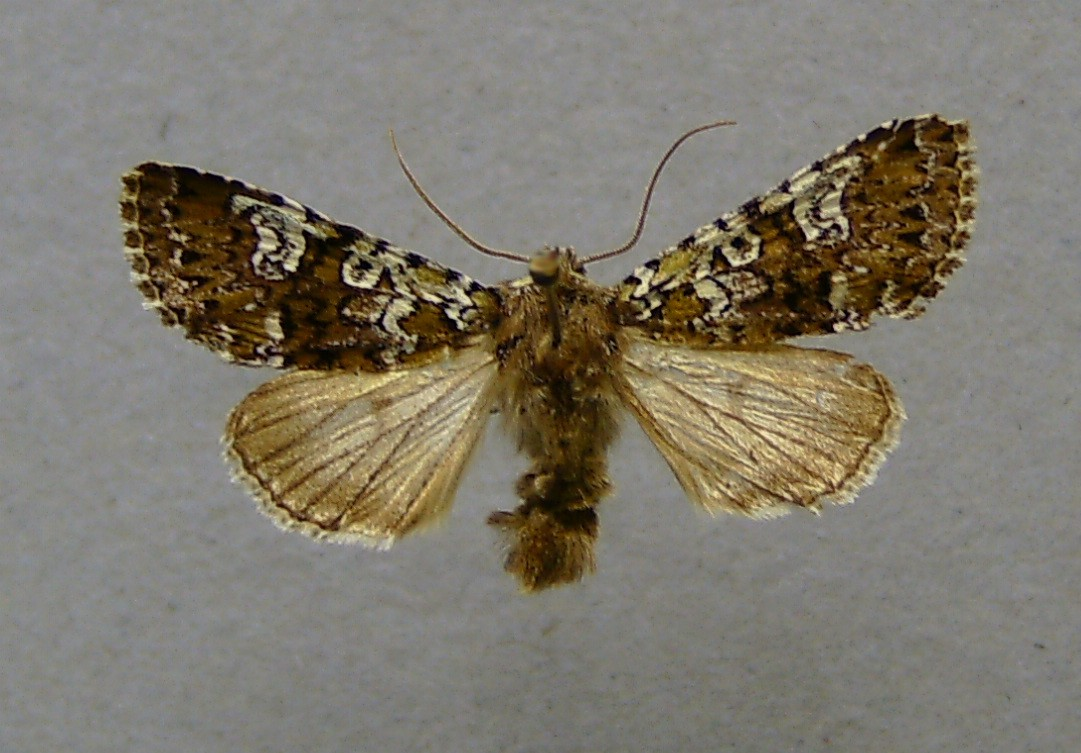
Preparerad (uppnålad) imago fjäril